# Punk Rock Holiday
Punk Rock Holiday is een muziekfestival dat jaarlijks in augustus gehouden wordt in Tolmin in het westen van Slovenië, op enkele kilometers van de grens met Italië. Het festival vond voor het eerst plaats in 2011 en werd vanaf 2016 uitgebreid van vier naar vijf dagen. De bands spelen met name verschillende soorten punkmuziek, ska, hardcore en metalcore. Het festival wordt gehouden aan de oever waar de Tolminka in de Soča uitmondt. Op dezelfde locatie vonden ook jaarlijks de festivals Metaldays en Overjam Reggae Festival plaats.

## Edities
In onderstaande lijst staan de voornaamste headliners.

### 2011: Punk Rock Holiday 1.1
- 12 augustus: Bad Religion
- 13 augustus: The Bouncing Souls
- 14 augustus: The Real McKenzies
- 15 augustus: NOFX

### 2012: Punk Rock Holiday 1.2
- 15 augustus: Anti-Flag, Sick of It All
- 16 augustus: 7 Seconds, Good Riddance
- 17 augustus: Happy Ol’ McWeasel
- 18 augustus: Terror, The Toy Dolls

### 2013: Punk Rock Holiday 1.3
- 10 augustus: Anti-Flag, Vanilla Sky
- 11 augustus: Millencolin, Suicidal Tendencies
- 12 augustus: H2O, The Menzingers
- 13 augustus: Propagandhi

### 2014: Punk Rock Holiday 1.4
- 5 augustus: Lagwagon, NOFX
- 6 augustus: H2O, Sick of It All, The Real McKenzies
- 7 augustus: Reel Big Fish
- 8 augustus: Ignite

### 2015: Punk Rock Holiday 1.5
- 4 augustus: Anti-Flag, Flogging Molly
- 5 augustus: Madball, Beatsteaks, Born from Pain
- 6 augustus: John Coffey, Less Than Jake, The Exploited
- 7 augustus: Satanic Surfers

### 2016: Punk Rock Holiday 1.6
- 8 augustus: Lagwagon, Sick of It All
- 9 augustus: Descendents, The Bouncing Souls
- 10 augustus: Agnostic Front, NOFX
- 11 augustus: The Decline, The Rumjacks
- 12 augustus: Millencolin, No Fun At All

### 2017: Punk Rock Holiday 1.7
- 7 augustus: Pennywise, The Offspring
- 8 augustus: Ignite, The Real McKenzies
- 9 augustus: Anti-Flag, Slapshot
- 10 augustus: Less Than Jake, Madball, The Toy Dolls
- 11 augustus: Propagandhi

### 2018: Punk Rock Holiday 1.8
- 6 augustus: Dog Eat Dog, Happy Ol’ McWeasel, The Living End
- 7 augustus: Comeback Kid, Mad Caddies, No Fun At All, Terror
- 8 augustus: Satanic Surfers, H2O, Beatsteaks
- 9 augustus: Lagwagon
- 10 augustus: Bad Religion

### 2019: Punk Rock Holiday 1.9
- 5 augustus: Pulley
- 6 augustus: Descendents, Frank Turner, Good Riddance
- 7 augustus: Less Than Jake, Sick of It All, Pennywise
- 8 augustus: NOFX, Ignite
- 9 augustus: Propagandhi, Teenage Bottlerocket

### 2020: afgelast
De editie van 2020 stond aanvankelijk gepland van 10 t/m 14 augustus, met artiesten als: Bad Religion, Flogging Molly, Refused, Anti-Flag, The Bouncing Souls, Mad Caddies, H2O en Zebrahead. Het festival werd afgelast vanwege de Coronapandemie.

### 2021: Punk Rock Camp 2.1
De editie van 2021 stond aanvankelijk gepland van 9 t/m 13 augustus, met artiesten als: Bad Religion, Flogging Molly, Refused, Anti-Flag, The Bouncing Souls, Mad Caddies, H2O en Zebrahead. Het festival werd net als in 2020 afgelast vanwege de Coronapandemie.
Als vervanging was er een editie met lokale bands genaamd Punk Rock Camp 2.1

### 2022: Punk Rock Holiday 2.2
Afsluiter Bad Religion onderbrak hun Europese tour en moest hun optreden op Punk Rock Holiday afzeggen vanwege familiale omstandigheden.
- 8 augustus: Descendents, Ignite, The Real McKenzies
- 9 augustus: No Fun At All, Comeback Kid, Authority Zero
- 10 augustus: Flogging Molly, Lagwagon, The Bouncing Souls
- 11 augustus: The Interrupters, Mad Caddies, Zebrahead
- 12 augustus: Bad Religion, Circle Jerks, Anti-Flag

### 2023: Punk Rock Holiday 2.3
De editie van 2023 vond plaats van 7 t/m 11 augustus. De headliners per dag:
- 7 augustus: Satanic Surfers, Dog Eat Dog
- 8 augustus: Dropkick Murphys, Agnostic Front, The Rumjacks
- 9 augustus: Me First and the Gimme Gimmes, Frank Turner, Stick to Your Guns
- 10 augustus: Pennywise, Good Riddance, Bad Cop/Bad Cop
- 11 augustus: Toy Dolls, Pulley, Jaya the Cat

### 2024: Punk Rock Holiday 2.4
De editie van 2024 staat gepland van 5 t/m 9 augustus. Aangekondigde headliners:
- 5 augustus: Rise Against, Descendents, Mad Caddies
- 6 augustus: Flogging Molly, Comeback Kid, Zebrahead
- 7 augustus: Less Than Jake, Terror, Strung Out
- 8 augustus: No Fun At All, H2O, A Wilhelm Scream
- 9 augustus: Alkaline Trio, The UK Subs, The Exploited